# Трукацано
Трукацано (итал. Truccazzano) је насеље у Италији у округу Милано, региону Ломбардија.
Према процени из 2011. у насељу је живело 1864 становника. Насеље се налази на надморској висини од 109 м.

## Становништво
Према резултатима пописа становништва 2011. у општини је живело 5.968 становника.
| 1931. | 1936. | 1951. | 1961. | 1971. | 1981. | 1991. | 2001. | 2011. |
| ----- | ----- | ----- | ----- | ----- | ----- | ----- | ----- | ----- |
| 3.437 | 3.413 | 3.821 | 3.680 | 3.426 | 3.448 | 3.756 | 4.353 | 5.968 |